# Station Boisleux
Station Boisleux is een spoorwegstation in de Franse gemeente Boisleux-au-Mont.